# Cephalaria microcephala
Cephalaria microcephala là một loài thực vật có hoa trong họ Kim ngân. Loài này được Boiss. mô tả khoa học đầu tiên năm 1856.